# Cours ma jolie, cours
Pour plus de détails, voir Fiche technique et Distribution.
Cours ma jolie, cours (Run Sweetheart Run) est un film d'horreur américain réalisé par Shana Feste en 2020.
Le film est projeté pour la première fois au Festival du film de Sundance 2020 et est sorti le 28 octobre 2022 à l'international sur Prime Video.

## Synopsis
Cherie est une jeune mère célibataire et étudiante en droit qui travaille comme secrétaire pour un cabinet d'avocats à Los Angeles. Sur le chemin du retour, Cherie reçoit un appel frénétique de son patron James, qui dit que Cherie a réservé à double pour un dîner avec un client important en même temps que son dîner d'anniversaire, ce dont Cherie ne se souvient pas. James demande à Cherie d'aller dîner pour lui et elle accepte à contrecœur. En préparant le dîner, les règles de Cherie commencent et elle se rend compte qu'elle n'a plus de tampons.
Cherie rencontre le client, Ethan, chez lui et les deux vont dîner. Cherie est éprise du beau et charmant Ethan, bien qu'il ait une soudaine explosion de colère lorsqu'il est approché par un chien, expliquant qu'il a été mordu par un chien étant enfant. Ethan invite Cherie à passer la nuit avec lui, mettant une alarme sur son téléphone pour le petit matin afin qu'elle puisse rentrer chez elle avant que sa fille ne se réveille. Quand il le fait, Cherie remarque qu'il a déjà une alarme pour 5h25. Elle accepte de rester boire un verre; cependant, lorsqu'ils entrent dans sa maison, Ethan attaque Cherie, la faisant fuir.
Courant dans la rue, Cherie essaie d'obtenir de l'aide des résidents à proximité mais est ignorée. Elle trouve finalement deux femmes devant une salle de cinéma et les convainc d'appeler le 911. La police arrive et arrête Cherie pour intoxication publique, malgré ses protestations selon lesquelles elle a été attaquée. Cherie parle à une autre femme dans la cellule qui panique lorsque Cherie décrit Ethan. La femme prévient Cherie qu'Ethan "contrôle les hommes" et que son seul espoir est de trouver la "Première Dame". La police escorte Ethan dans la cellule de Cherie, où il lui dit qu'il va la chasser et que si elle survit jusqu'au matin, il la laissera partir.
Après avoir été libérée, Cherie se dirige vers la maison de James. Il semble sympathique, lui offrant des vêtements propres à porter. Cherie cherche des informations sur Ethan sur l'ordinateur de James et découvre qu'elle est la dernière d'une longue série de femmes marquées comme dîmes pour Ethan. La femme de James, Judy, avertit Cherie avec crainte qu'Ethan peut sentir son sang et qu'elle doit se nettoyer soigneusement. Cherie s'enfuit après avoir appelé son ex-petit ami Trey à l'aide.
Désespérément en recherche de tampons, Cherie s'arrête à une station-service et en achète. Ethan la trouve et l'attaque. L'employé du magasin essaie de défendre Cherie, mais Ethan lui ordonne de partir. Cherie frappe Ethan à la tête et s'échappe avec l'aide de Trey, qui est arrivé sur les lieux. Cherie dit finalement à Trey qu'elle a été attaquée; il accepte de l'emmener chez lui malgré le fait que sa nouvelle petite amie, Dawn, l'ancienne meilleure amie de Cherie qui la déteste maintenant, est là. Quand Dawn voit Cherie, elle est étonnamment sympathique, réalisant que Cherie a été attaquée. Alors que Cherie nettoie, Ethan arrive et est à sa recherche. Dawn et ses amis s'arment pour le combattre, mais il les tue facilement. Ethan oblige Cherie à partir avec lui. Trey, qui était sorti, rentre chez lui et affronte Ethan, qui le décapite.
Cherie s'enfuit et, se souvenant des conseils de Judy, jette une partie de son sang menstruel sur une voiture qui passe pour distraire Ethan. Cherie s'enfuit dans une église où elle demande au prêtre de l'eau bénite et un crucifix, dans l'espoir d'éloigner Ethan. Elle découvre le corps du prêtre et se rend compte qu'Ethan avait pris sa forme. Ethan révèle alors sa vraie forme à Cherie. De retour à la forme humaine, Ethan est attaqué par le prêtre, permettant à Cherie de s'échapper.
Cherie se retrouve dans une rave souterraine où elle utilise des lingettes pour nettoyer son sang. Elle voit un dépliant pour la Première Dame et appelle le numéro dessus, obtenant l'emplacement d'un spa à proximité. Lorsque Cherie est accostée par un homme, elle est secourue par un groupe de fêtardes qui l'emmènent avec elles. En quittant la rave, les filles proposent d'emmener Cherie surfer tôt le matin, mais Cherie se rend compte que l'alarme d'Ethan était réglée pour le lever du soleil. Juste à ce moment-là, Ethan les attaque jusqu'à ce que Cherie soit sauvée lorsqu'un pitbull se présente, aboyant sur Ethan et le faisant disparaître.
Cherie se rend au spa, où elle découvre la "Première Dame", Dinah, et un groupe de femmes qui pratiquent les arts martiaux. Dinah explique qu'Ethan est un ange déchu dont le travail était de protéger et de guider l'humanité. Ethan avait décidé que les hommes devaient régner et utilisa ses pouvoirs prodigieux pour assurer l'ascendance masculine à travers l'histoire. Dinah dit qu'elle doit utiliser Cherie comme appât pour attirer Ethan afin qu'il puisse être vaincu.
Les femmes nettoient Cherie et elle se rend dans un centre commercial abandonné. Là, Cherie rouvre ses blessures, attirant Ethan. Ethan joue avec elle, mais juste au moment où il est sur le point de tuer Cherie, son alarme sonne et il se rend compte que l'aube est arrivée. Cherie jette une pierre à travers une fenêtre tintée, exposant Ethan à la lumière du soleil et le neutralisant. Les femmes du spa, qui se sont rassemblées à l'extérieur, jettent encore plus de pierres à travers les fenêtres, inondant la pièce de soleil et affaiblissant mortellement Ethan.
Dehors, Cherie se moque d'Ethan maintenant affaibli alors que son pouvoir meurt. Dinah met le feu à Ethan ce qui le tue. Cherie rentre enfin chez elle auprès de sa fille.

## Distribution
- Ella Balinska (VF : Aurélie Konaté) : Cherie
- Pilou Asbæk (VF : Boris Rehlinger) : Ethan
- Dayo Okeniyi (VF : Baptiste Marc) : Trey
- Betsy Brandt : Judy
- Ava Grey (VF : Corinne Wellong) : Anita
- Lamar Johnson (en) (VF : Diouc Koma) : Norlon
- Jess Gabor : Maia
- Clark Gregg (VF : Georges Caudron) : James R. Fuller
- Shohreh Aghdashloo : Dinah, la première dame

 Source et légende : version française (VF) sur RS Doublage

## Production
En juin 2018, il a été annoncé que Shana Feste dirigerait le film, à partir d'un scénario qu'elle a écrit aux côtés de Keith Josef Adkins et Kellee Terrell. Jason Blum, Brian Kavanaugh-Jones et Feste seront les producteurs du film, sous leurs bannières respectivement Blumhouse Productions, Automatik et Quiet Girl Productions. En février 2019, Ella Balinska, Pilou Asbaek, Clark Gregg, Dayo Okeniyi, Betsy Brandt et Shohreh Aghdashloo ont rejoint le casting du film. Feste a basé le film sur ses expériences réelles d'être victime d'un rendez-vous traumatisant et d'une agression sexuelle.
Le  tournage commencé à Los Angeles en février 2019,.

## Sortie
Il a eu sa première mondiale au Festival du film de Sundance le 27 janvier 2020. Il devait également être projeté à South by Southwest le 13 mars 2020, mais le festival a été annulé en raison de la pandémie de COVID-19,,. Une sortie en salles était envisagée par Blumhouse Tilt et OTL Releasing le 8 mai 2020, mais il a été retiré du calendrier à cause des fermetures de salles de cinéma en raison des restrictions pandémiques. En mai 2020, Amazon Studios a acquis les droits de distribution du film et l'a publié numériquement sur Amazon Prime Video le 28 octobre 2022.

### Critique
Sur le site web de critiques de film Rotten Tomatoes ,67% des 42 critiques sont positives, avec une note moyenne de 5.8/10.
1. ↑  « Fiche de doublage - Cours ma jolie, cours », sur RS Doublage
2. ↑  D'Alessandro, « Shana Feste Sprints To Blumhouse & Automatik Feminist Horror Thriller 'Run Sweetheart Run' », Deadline Hollywood, 29 juin 2018 (consulté le 27 février 2019)
3. ↑  Wiseman, « Blumhouse Horror 'Run Sweetheart Run' To Star Ella Balinska, Pilou Asbaek, Clark Gregg, Aml Ameen, Betsy Brandt, More », Deadline Hollywood, 27 février 2019 (consulté le 27 février 2019)
4. ↑  Sollosi, « How Shana Feste turned a bad date into a horror story with Sundance thriller Run Sweetheart Run », Entertainment Weekly, 23 janvier 2020 (consulté le 26 janvier 2020)
5. ↑  « Run Sweetheart Run », Production List, 28 janvier 2019 (consulté le 27 février 2019)
6. ↑  « Run Sweetheart Run », Backstage (consulté le 27 février 2019)
7. ↑  Siegel, « Sundance Unveils Female-Powered Lineup Featuring Taylor Swift, Gloria Steinem, Abortion Road Trip Drama », The Hollywood Reporter, 4 décembre 2019 (consulté le 4 décembre 2019)
8. ↑  « City of Austin Cancels SXSW March Events », South by Southwest, 6 mars 2020 (consulté le 6 mars 2020)
9. ↑  Erbland, « SXSW 2020 Announces More Feature Film Additions, Including Robust Midnight Slate and Sundance Hits », IndieWire, 5 février 2020 (consulté le 5 février 2020)
10. ↑  « Run Sweetheart Run » [archive du 5 février 2020], South by Southwest (consulté le 5 février 2020)
11. ↑  Miska, « 'Run Sweetheart Run' Chased Out of May Release », Bloody Disgusting, 2 avril 2020 (consulté le 25 juin 2020)
12. ↑  « Run Sweetheart Run », The Numbers (consulté le 2 avril 2020)
13. ↑  D'Alessandro, « Amazon Studios Acquires 'Run Sweetheart Run' From Blumhouse & Automatik », Deadline Hollywood, 26 mai 2020 (consulté le 26 mai 2020)